# César-díjak 1981
A 6. Césarok éjszakáján, melyet 1981. január 31-én a párizsi Kongresszusi Palotában rendeztek meg, Yves Montand francia színész elnökölt.
Az 1980-ban francia filmszínházakba került alkotások közül valósággal tarolt François Truffaut filmdrámája, Az utolsó metró.  A francia Filmművészeti és Filmtechnikai Akadémia mintegy 3500 tagjának szavazata alapján a film 12 jelölésből 10 Césart nyert el, köztük a „nagy ötöst”, amely addig egyetlen alkotásnak sem sikerült: a legjobb film, a legjobb rendező (François Truffaut), a legjobb színész (Gérard Depardieu) és színésznő (Catherine Deneuve), valamint a legjobb forgatókönyv (Truffaut és Suzanne Schiffman) díjakat. A már jelentős közönség- és kasszasikert aratott film mellett a többieknek csupán egy-egy kisebb díj jutott. A külföldi alkotások közül a japán Kuroszava Akira Az árnyéklovas című alkotása érdemelte ki a Césart.
A gálán megemlékeztek a 91 éves Abel Gance színész, rendező, filmproducerről. Tiszteletbeli Césarral ismerték Alain Resnais filmrendező, valamint posztumusz címen Marcel Pagnol író, forgatókönyvíró, filmrendező munkásságát. A gálán díszvendégként részt vett számos francia-olasz koprodukciós alkotásban szerepelt két olasz színészóriás is: Vittorio Gassman és Giulietta Masina.
Az előző évek felméréseihez hasonlóan, a Filmművészeti és Filmtechnikai Akadémia 1981-ben is megszavaztatta tagjait arról, mely alkotásokat tartják „ az elmúlt 10 év 10 legjobb francia filmjének”.

## Díjazottak
| Díjak                                      | Díjazottak és jelöltek |
| ------------------------------------------ | --- |

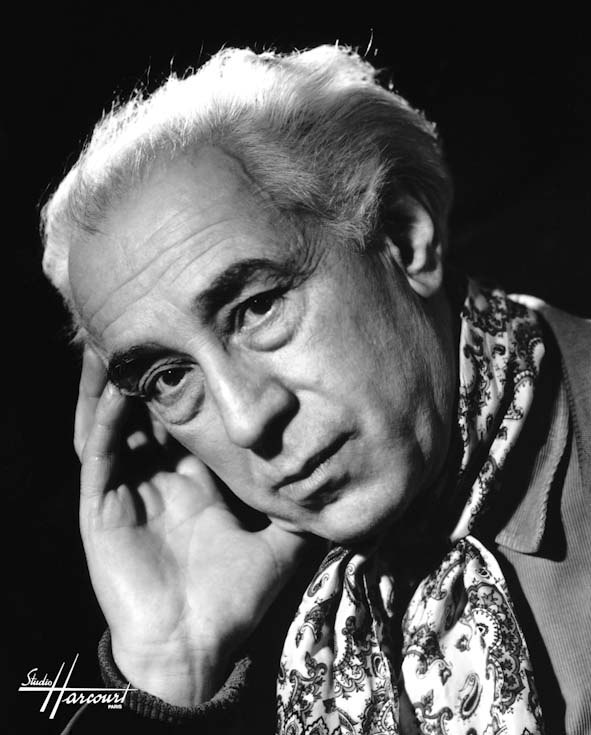
A tiszteletbeli Césarral kitüntetett, 91 éves Abel Gance

| legjobb film                               | - Az utolsó metró (Le dernier métro), rendezte: François Truffaut - A vagány (Loulou) de Maurice Pialat - Amerikai nagybácsim (Mon oncle d'Amérique), rendezte: Alain Resnais - Mentse, aki tudja (az életét) (Sauve qui peut (la vie)), rendezte: Jean-Luc Godard |
| legjobb rendező                            | - François Truffaut – Az utolsó metró (Le dernier métro) - Jean-Luc Godard – Mentse, aki tudja (az életét) (Sauve qui peut (la vie)) - Alain Resnais – Amerikai nagybácsim (Mon oncle d'Amérique) - Claude Sautet – A rossz fiú (Un mauvais fils)                  |
| legjobb színésznő                          | - Catherine Deneuve – Az utolsó metró (Le dernier métro) - Nathalie Baye – Egy hét vakáció (Une semaine de vacances) - Nicole Garcia – Amerikai nagybácsim (Mon oncle d'Amérique) - Isabelle Huppert – A vagány (Loulou)                                           |
| legjobb színész                            | - Gérard Depardieu – Az utolsó metró (Le dernier métro)) - Patrick Dewaere – A rossz fiú (Un mauvais fils) - Philippe Noiret – Pile ou face - Michel Serrault – Őrült nők ketrece 2. (La cage aux folles II)                                                       |
| legjobb mellékszereplő színésznő           | - Nathalie Baye – Mentse, aki tudja (az életét) (Sauve qui peut (la vie)) - Delphine Seyrig – Chère inconnue - Andréa Ferréol – Az utolsó metró (Le dernier métro) - Claire Maurier – A rossz fiú (Un mauvais fils)                                                |
| legjobb mellékszereplő színész             | - Jacques Dufilho – A rossz fiú (Un mauvais fils) - Alain Souchon – Szeretlek benneteket (Je vous aime) - Heinz Bennent – Az utolsó metró (Le dernier métro) - Guy Marchand – A vagány (Loulou)                                                                    |
| legjobb operatőr                           | - Nestor Almendros – Az utolsó metró (Le dernier métro) - Pierre-William Glenn – Halál egyenes adásban (La mort en direct) - Sacha Vierny – Amerikai nagybácsim (Mon oncle d'Amérique) - Bernard Zitzermann – A bankárnő (La banquière)                            |
| legjobb vágás                              | - Martine Barraqué-Currie – Az utolsó metró (Le dernier métro) - Albert Jurgenson – Esernyőtrükk (Le coup du parapluie) - Armand Psenny – Halál egyenes adásban (La mort en direct) - Geneviève Winding – A bankárnő (La banquière)                                |
| legjobb eredeti vagy adaptált forgatókönyv | - François Truffaut és Suzanne Schiffman – Az utolsó metró (Le dernier métro) - Jean Gruault – Amerikai nagybácsim (Mon oncle d'Amérique) - John Guare – Atlantic City - David Rayfiel és Bertrand Tavernier – Halál egyenes adásban (La mort en direct)           |
| legjobb filmzene                           | - Georges Delerue – Az utolsó metró (Le dernier métro) - Antoine Duhamel – Halál egyenes adásban (La mort en direct) - Serge Gainsbourg – Szeretlek benneteket (Je vous aime) - Michel Legrand – Atlantic City                                                     |
| legjobb hang                               | - Michel Laurent – Az utolsó metró (Le dernier métro) - Jean-Pierre Ruh – A bankárnő (La banquière) - Michel Desrois – Halál egyenes adásban (La mort en direct) - Pierre Lenoir – A rossz fiú (Un mauvais fils)                                                   |
| legjobb díszlet                            | - Jean-Pierre Kohut-Svelko – Az utolsó metró (Le dernier métro) - Dominique André – A rossz fiú (Un mauvais fils) - Jean-Jacques Caziot – A bankárnő (La banquière) - Jacques Saulnier – Amerikai nagybácsim (Mon oncle d'Amérique)                                |
| legjobb animációs rövidfilm                | - Le manège, rendezte: Marc Caro és Jean-Pierre Jeunet - Le réveil, rendezte: Jean-Christophe Villard - Les trois inventeurs, rendezte: Michel Ocelot |
| legjobb fikciós rövidfilm                  | - Toine, rendezte: Edmond Séchan - La découverte, rendezte: Arthur Joffé - Le bruit des jambes de Lucie, rendezte: Anne Quesemand - Vive la mariée, rendezte: Patrice Noïa                                                                                         |
| legjobb dokumentum rövidfilm               | - Le miroir de la terre, rendezte: Paul de Roubaix - Abel Gance, une mémoire de l'avenir, rendezte: Laurent Drancourt, Thierry Filliard - Insomnies, rendezte: Peter Schamoni                                                                                      |
| legjobb külföldi film                      | - Az árnyéklovas (Kagemusa), rendezte: Kuroszava Akira ( JPN, USA) - Hírnév (Fame), rendezte: Alan Parker ( USA) - Kramer kontra Kramer (Kramer contra Kramer), rendezte: Robert Benton ( USA) - A rózsa (The Rose), rendezte: Mark Rydell ( USA)                  |
| tiszteletbeli César                        | - Marcel Pagnol (posztumusz) - Alain Resnais |

## „Az elmúlt 10 év 10 legjobb francia filmje”
A francia Filmművészeti és Filmtechnikai Akadémia tagjainak 1981. évi szavazata alapján.
| Ssz. | A film címe                                                      | Rendező           | Év   |
| ---- | ---------------------------------------------------------------- | ----------------- | ---- |
| 1.   | Gondviselés (Providence)                                         | Alain Resnais     | 1977 |
| 2.   | Lacombe Lucien                                                   | Louis Malle       | 1974 |
| 3.   | A bosszú (Le vieux fusil)                                        | Robert Enrico     | 1975 |
| 4.   | Az élet dolgai (Les choses de la vie)                            | Claude Sautet     | 1970 |
| 5.   | Egy tiszta nő (Tess)                                             | Roman Polański    | 1979 |
| 6.   | A burzsoázia diszkrét bája (Le Charme discret de la bourgeoisie) | Luis Buñuel       | 1972 |
| 7.   | Molière                                                          | Ariane Mnouchkine | 1978 |
| 8.   | Amerikai éjszaka (La nuit américaine)                            | François Truffaut | 1973 |
| 9.   | César et Rosalie                                                 | Claude Sautet     | 1972 |
| 10.  | Bánat és szánalom (Le chagrin et la pitié)                       | Max Ophüls        | 1969 |

## Többszörös jelölések és elismerések
A statisztikában a különdíjak nem lettek figyelembe véve.
| Jelölés | Díj | Magyar cím                    | Eredeti cím             |
| ------- | --- | ----------------------------- | ----------------------- |
| 12      | 10  | Az utolsó metró               | Le dernier métro        |
| 6       | 1   | A rossz fiú                   | Un mauvais fils         |
| 6       | 0   | Amerikai nagybácsim           | Mon oncle d'Amérique    |
| 5       | 0   | Halál egyenes adásban         | La mort en direct       |
| 4       | 0   | A bankárnő                    | La banquière            |
| 3       | 1   | Mentse, aki tudja (az életét) | Sauve qui peut (la vie) |
| 3       | 0   | A vagány                      | Loulou                  |
| 2       | 0   | Atlantic City                 | Atlantic City           |
| 2       | 0   | Szeretlek benneteket          | Je vous aime            |

## Fordítás
- Ez a szócikk részben vagy egészben a 6e cérémonie des César című francia Wikipédia-szócikk Palmarès des 10 meilleurs films français depuis 10 ans című fejezete ezen változatának fordításán alapul.  Az eredeti cikk szerkesztőit annak laptörténete sorolja fel. Ez a jelzés csupán a megfogalmazás eredetét és a szerzői jogokat jelzi, nem szolgál a cikkben szereplő információk forrásmegjelöléseként.